# Daniel Hubmann
Daniel Hubmann (* 16. dubna 1983, Eschlikon) je švýcarský reprezentant v orientačním běhu, jenž v současnosti[kdy?] žije ve švýcarském Herrenschwandenu. Je šestinásobným mistrem světa, v každém typu závodu alespoň jednou. V současnosti[kdy?] běhá za slavný finský klub Koovee Tampere a švýcarský OL Regio Wil.